# كأس فرنسا 2011–12
كأس فرنسا 2011–12 (بالفرنسية: Coupe de France de football 2011-2012)‏ هو الموسم 95 من  كأس فرنسا. أقيم خلال الفترة 13 أغسطس 2011 وحتى 28 أبريل 2012، والذي يشرف على تنظيمه اتحاد فرنسا لكرة القدم، وكان عدد الأندية المشاركة فيه  7422، وفاز فيه أولمبيك ليون.